# Campionat de Santa Fe de futbol
El Campionat de Santa Fe de futbol és la màxima competició futbolística de la ciutat de Santa Fe a la província de Santa Fe, a l'Argentina.

## Història
El campionat de Santa Fe de futbol s'inicià l'any 1913 organitzat per la Liga Santafesina de Foot-Ball. El 1922 fou organitzat per la Federación Santafesina de Fútbol. El 1931 per la Liga Santafesina de Fútbol.
A partir dels anys 70 els grans clubs de la ciutat Unión i Colón comencen a participar en els campionats nacionals argentins i ja no prenen part a aquesta competició o la disputen molt puntualment.

## Historial

### Liga Santafesina de Foot-Ball
- 1913: Colón
- 1914: Colón
- 1915: Unión
- 1916: Colón
- 1917: Unión
- 1918: Colón
- 1919: Unión
- 1920: Unión
- 1921: no es disputà

### Federación Santafesina de Fútbol
- 1922: Colón
- 1923: Colón
- 1924: Unión
- 1925: Colón
- 1926: Unión
- 1927: Gimnasia y Esgrima
- 1928: Unión
- 1929: Colón
- 1930: no es disputà

### Liga Santafesina de Fútbol
- 1931: Gimnasia y Esgrima
- 1932: Unión
- 1933: Gimnasia y Esgrima
- 1934: Unión
- 1935: Unión
- 1936: Unión
- 1937: Colón
- 1938: Unión
- 1939: Unión
- 1940: Unión
- 1941: Sport Candioti
- 1942: Unión
- 1943: Colón
- 1944: Gimnasia y Esgrima
- 1945: Colón
- 1946: Colón
- 1947: Colón
- 1948: Gimnasia y Esgrima
- 1949: Gimnasia y Esgrima
- 1950: Colón
- 1951: Colón
- 1952: Colón
- 1953: Unión
- 1954: Unión
- 1955: Unión
- 1956: Unión
- 1957: Colón
- 1958: Colón
- 1959: Unión
- 1960: U Y S Candioti
- 1961: Unión
- 1962: Unión
- 1963: Unión
- 1964: Unión
- 1965: Unión
- 1966: Unión
- 1967: Unión
- 1968: Colón
- 1969: Colón
- 1970: Colón de San Justo
- 1971: Unión
- 1972: Colón de San Justo
- 1973: Colón de San Justo
- 1974: Unión
- 1975: Colón de San Justo
- 1976: Sportivo Guadalupe
- 1977: Atenas de Santo Tomé
- 1978: Gimnasia y Esgrima
- 1979: Unión
- 1980: Santa Paula de Gálvez
- 1981: Santa Paula de Gálvez
- 1982: Central Helvecia
- 1983: Atenas de Santo Tomé
- 1984: Sanjustino
- 1985: Central Helvecia
- 1986: Colón de San Justo
- 1987: Sanjustino
- 1988: Colón de San Justo
- 1989: San Cristóbal
- 1990: Atenas de Santo Tomé
- 1991: Colón de San Justo
- 1992: La Salle
- 1993: San Cristóbal
- 1994: Unión
- 1995: Colón
- 1996 (Ap.): Belgrano de Coronda
- 1996 (Cl.): Argentino de San Carlos
- 1997 (Ap.): Sportivo Guadalupe
- 1997 (Cl.): Pucará
- 1998 (Ap.): Ciclón Racing
- 1998 (Cl.): Sportivo Guadalupe
- 1999 (Ap.): Argentino de San Carlos
- 1999 (Cl.): Argentino de San Carlos
- 2000 (Ap.): Unión
- 2000 (Cl.): San Cristóbal
- 2001 (Ap.): Colón
- 2001 (Cl.): San Cristóbal
- 2002 (Ap.): Banco Provincial
- 2002 (Oficial): Colón de San Justo
- 2002 (Cl.): Gimnasia y Esgrima
- 2003 (Ap.): Unión
- 2003 (Cl.): La Perla del Oeste
- 2004 (Ap.): Colón
- 2004 (Cl.): La Perla del Oeste
- 2005 (Ap.): Gimnasia y Esgrima
- 2005 (Cl.): Argentino de San Carlos
- 2006 (Ap.): Argentino de San Carlos
- 2006 (Cl.): Sanjustino
- 2007 (Ap.): La Perla del Oeste
- 2007 (Cl.): La Perla del Oeste
- 2008 (Ap.): Santa Fe FC
- 2008 (Cl.): Sanjustino
- 2009 (Ap.): Colón SJ
- 2009 (Cl.): Newell's Old Boys
- 2010 (Ap.): Unión